# Zographetus
Zographetus is een geslacht van vlinders van de familie van de dikkopjes (Hesperiidae), van de onderfamilie van de Hesperiinae. Dit geslacht is voor het eerst wetenschappelijk beschreven door Edward Yerbury Watson in een publicatie uit 1893. De soorten van dit geslacht komen voor in Zuidoost-Azië.

## Soorten
- Z. abima (Hewitson, 1877)
- Z. doxus Eliot, 1959
- Z. dzonguensis Kunte, Karmakar & Lepcha, 2021
- Z. hainanensis Fang & Wan, 2007
- Z. kutu Eliot, 1959
- Z. ogygia (Hewitson, 1866)
- Z. ogygioides Elwes & Edwards, 1897
- Z. pallens de Jong & Treadaway, 1993
- Z. pangi Fang & Wan, 2007
- Z. rama (Mabille, 1876)
- Z. rienki Xue, 2019
- Z. satwa (Nicéville, 1884)